# Marino Livolsi
Marino Livolsi (Milano, 1937) è un sociologo italiano.

## Biografia
È professore ordinario di Sociologia dei processi culturali e comunicativi presso l'Università Vita-Salute San Raffaele di Milano, dove tiene gli insegnamenti di Sociologia e Sociologia della comunicazione (Facoltà di Psicologia, corso di laurea in Scienze della comunicazione).
Insegna inoltre, per affidamento, Teorie e tecniche delle comunicazioni di massa presso la Facoltà di Lettere e filosofia dell'Università degli Studi di Siena (corso di laurea in Scienze della comunicazione).
In passato ha insegnato Sociologia presso l'Università degli Studi di Trento (presso cui è stato anche preside della facoltà di Sociologia) e presso l'Università IULM di Milano (di cui è stato prorettore e presidente del corso di laurea in Scienze e tecnologie della comunicazione).
È stato coordinatore della sezione “Processi e istituzioni culturali” dell'Associazione italiana di sociologia e segretario della sezione “Communications” dell'International sociological association.
È stato responsabile dei “progetti speciali” della Biennale di Venezia.

## Opere principali
- 1965 Il ruolo dei mezzi di comunicazione di massa nel processo di integrazione dell'immigrato, Istituto Agostino Gemelli per lo studio sperimentale di problemi sociali dell'informazione visiva
- 1967 Comunicazione e integrazione, Firenze, Barbera
- 1969 Comunicazioni e cultura di massa. Testi e documenti, Hoepli
- 1970 La stampa quotidiana in Italia, Milano, Bompiani
- 1974 La riproduzione dei rapporti sociali, Venezia, Marsilio
- 1976 Mass Media and Socialisation, Free University of Trento
- 1979 Informazione. Consenso o dissenso, Milano, Il Saggiatore
- 1980 Per una nuova scuola dell'obbligo, Bologna, Il Mulino
- 1981 La Sociologia. Problemi e metodi, Milano, Teti
- 1981 Le Comunicazioni di massa. Problemi e prospettive, Milano. F.Angeli
- 1981 Bambini non si nasce, Milano, F.Angeli
- 1984 La fabbrica delle notizie, Milano, F.Angeli
- 1986 Almeno un libro. Gli italiani che non leggono, Firenze, La nuova Italia
- 1987 E comprarono felici e contenti, Milano, Edizioni Il Sole
- 1987 Identità e progetto, Firenze, La nuova Italia
- 1988 La ricerca sull'industria culturale, Roma, La Nuova Italia Scientifica
- 1988 Schermi ed ombre, Firenze, La Nuova Italia
- 1991 Un nuovo modello per la scuola, Firenze, La Nuova Italia Scientifica
- 1992 Il pubblico dei media, Firenze, La Nuova Italia
- 1993 L'Italia che cambia, Firenze, La Nuova Italia
- 1995 La comunicazione politica tra prima e seconda repubblica, Milano, F.Angeli
- 1997 Il televoto, Milano, F.Angeli
- 1998 La realtà televisiva, Bari, Laterza
- 2000 Manuale di Sociologia della comunicazione, Bari, Laterza
- 2001 Personalizzazione e distacco, Milano, F.Angeli
- 2003 L'attesa continua…, Milano F.Angeli
- 2004 Il pubblico dei media, Roma, Carocci
- 2005 Il pubblico televisivo, Milano, F.Angeli
- 2005 Nuovi movimenti politici, Milano, F.Angeli
- 2005 I nuovi movimenti come forma rituale, Milano, F.Angeli
- 2005 Dietro il telecomando. Profili dello spettatore televisivo, Milano, F.Angeli
- 2006 La società degli individui - Globalizzazione e mass-media in Italia, Roma, Carocci
- 2011 Chi siamo. La difficile identità nazionale degli italiani, Milano, F.Angeli